# 緑幸流
緑幸流（りょくこうながれ）は、北海道芦別市で行われている芦別健夏山笠を構成する流（ながれ）の一つである。
通称は「りょっこうながれ」。

## 解説
芦別における流は基本的に単一あるいは複数の町内会単位で構成され、緑幸流の場合、緑町町内会と幸町町内会によって構成されていた。しかし、2015年にそれまであった中央流と北流が解消し緑幸流に参加することとなったため、現在は中央町内会を含めた3町内会で構成されている。
こうしたことにより、会員は3町内会に居住または職場あることが加入条件であったが、近年はそうした縛りがなくなり、会員の勧誘により加入するケースがほとんどである。また、芦別健夏山笠が博多祇園山笠から「電承」によるものと同様、祭りに興味のある市外の人もインターネットを通してアクセスし参加している。
緑幸流は博多祇園山笠の子どもの要素を最初に取り入れたり、祝儀山において山小屋から山笠を少し出して舁き手を迎え入れることを初めて導入したりした。
芦別健夏山笠の他にも、「緑幸 盆踊りの夕べ」を開催、市の行事にも参加するなど、年間を通じて活動を行う。

## 構成町内会等
- 緑町町内会
- 幸町町内会
- 中央町内会（旧・中央流）
- 北日本自動車大学校（旧・北流）

現在は、緑町町内会と幸町町内会が１年ごとに交替で当番町となっている。北日本自動車大学校の教職員と学生は追い山当日のみ加勢している。

## 沿革
- 1989年-中央流と分離し、緑幸流（みどりさいわいながれ）として、一本の山笠を運行するようになる。[1]
- 1993年-人数不足により統廃合が検討されるが、独立維持となる。
- 1994年-緑幸流（りょくこうながれ）と改称する。
- 1995年-芦別市立緑ヶ丘小学校の児童による先走りを導入する。
- 1996年-初めて「二十日盆踊りの夕べ」（現・「緑幸 盆踊りの夕べ」）を開催する。[5]
- 2004年-地域貢献として、芦別市立緑ヶ丘小学校に雪像を制作するようになる。
- 2004年-博多祇園山笠土居流西方寺前町より15名が追い山に加勢する。
- 2011年-緑ヶ丘小学校が閉校[6]することに伴い、閉校記念雪中運動会を企画運営する。[7]
- 2014年-かねてより交流のあった博多祇園山笠大黒流古ノ一より11名が初めて芦別を訪れ、追い山に加勢する。[8]
- 2020年-2019新型コロナウイルス感染症（COVID-19）により、活動休止を余儀なくされる。
- 2022年-部分的に活動を再開する。
- 2023年-全面的に活動を再開する。[9][10][11][12]
- 2024年-ダイドーグループ 日本の祭り（北海道放送制作）が芦別健夏山笠を取り上げることとなり、緑幸流を中心に取材し放送される。[13]
- 2024年-舁き手不足を補うため、木古内町寒中みそぎ祭りの行修者OB5名と北海道大学恵迪寮の寮生11名を招聘する。

## 流の主な行事
- 芦別健夏山笠
  - 山小屋建設
  - 棒締め
  - 詰所開き
  - 上飾り取り付け
  - 若松取り-追い山直前の日曜日
  - 祝儀山-追い山直前の火曜日
  - 追い山ならし-追い山直前の木曜日
  - 追い山-7月第3土曜日
- 緑幸 盆踊りの夕べ

## 役員
- 総代
- 委員
- 取締
- 赤手拭筆頭
- 赤手拭
- 顧問